# روهم اند هاس
روهم اند هاس (انگلیسی: Rohm and Haas) شرکت صنایع شیمیایی آمریکایی است، که در سال ۱۹۰۹ تأسیس شد.